# La Goutte d'or (roman)
Pour les articles homonymes, voir Goutte d'or (homonymie).
La Goutte d'or est un roman de Michel Tournier, publié en 1985.

## Synopsis
Dans ce roman, l'auteur propose une vision de l'homme et du monde par le biais du personnage principal : Idriss.
Celui-ci quitte son oasis natale pour partir vers le nord. Il se rend à Paris. Ce roman est un roman de voyage, car Idriss fait plusieurs étapes avant d'arriver à Paris et rencontre de nombreuses personnes. Après s'être heurté à des images de lui-même qu'il ignore, Idriss se trouve profondément transformé, car après tout voyage initiatique, rien n'est jamais comme avant. Il trouvera sa libération dans le signe abstrait de la calligraphie.  

## Adaptation à la télévision
- 1990 : La Goutte d'or, téléfilm français de Marcel Bluwal